# Autocorrection
Pour les articles homonymes, voir autocorrection (homonymie).
L'autocorrection (substantif féminin), néologisme créé du grec auto ("soi-même") et du substantif correction, est une figure de style qui se fonde sur la reprise volontaire de paroles que l'on vient d'énoncer afin de les reformuler avec plus de justesse ou plus de force, généralement sous forme interrogative afin d'opérer une rectification. Elle vise des effets d'éloquence et d'insistance. On la définit aussi parfois sous le terme de correction ; elle est proche de l'anthorisme et de la rétractation.

## Exemples
- « Je t'aime, que dis-je... je suis fou de toi, oui fou de toi »

« C'est ce bel œil qui me paist de liesse,

Liesse, non, mais d'un mal dont je vi,

Mal, mais un bien, qui m'a toujours suivy,

Me nourrissant de joye et de tristesse. »

— Pierre de Ronsard, Continuation des Amours, XXXIII

## Définition

### Définition linguistique
L'autocorrection est une figure de transformation sémantique par répétition des arguments énoncés à l'identique ; c'est donc une interrogation qui porte directement sur l'énonciation (le locuteur s'interroge lui-même). En grammaire, le procédé d'autocorrection est un fait de langue permettant des reprises entre syntagmes.
Une autocorrection portant sur tout le raisonnement, totale, est une palinodie.

### Définition stylistique
Selon l'intentionnalité du locuteur, l'autocorrection peut déployer un ensemble d'effets :
- rhétoriques dans une argumentation (rectification de son propos, feinte pour évacuer un propos désobligeant),
- d'amplification (jeu sur le pathos, notamment au théâtre et dans les tragédies),
- ironiques (critique masquée par une reprise interrogative).

À ce titre, l'autocorrection se fonde souvent sur une amplification ou/et une gradation. Dans les genres littéraires, il est très fréquent que l'autocorrection soit introduite par une expression type : « Que dis-je ? » comme dans la célèbre tirade du nez de Cyrano de Bergerac dans la pièce éponyme de Edmond Rostand :

« C'est un roc !... c'est un pic !... C'est un cap !

Que dis-je, c'est un cap ?... C'est une péninsule ! »

— Edmond Rostand, Cyrano de Bergerac, acte I, scène 4
Cependant la figure peut être initiée à partir de tournures moins codifiées, surtout lorsque la correction entreprise n'a pas pour but d'accentuer une idée mais d'en modifier la portée, voire de la contredire, comme chez Pierre de Ronsard où il y a inversion totale du prédicat du premier vers selon lequel le temps passe :

« Le tems s'en va, le tems s'en va, ma Dame,

Las ! le tems non, mais nous nous en allons, »

— Pierre de Ronsard, Je vous envoye un bouquet que ma main
La publicité et la langue orale utilisent couramment l'autocorrection, dans des expressions auto interrogatives. En dessin d'Art et en peinture, l'autocorrection peut s'apparenter à la rature.

### Genres concernés
L'autocorrection est une figure majoritairement employée dans le genre dramatique, tragique (Jean Racine par exemple avec le personnage d'Andromaque : « Étrangère... que dis-je ? esclave dans l'Epire »)et comique (Molière pointant par là la mauvaise assurance argumentative de ses personnages fourbes).
Le roman peut y avoir recours afin de rendre davantage réaliste les dialogues de personnages. En poésie (voir Ronsard), l'autocatégorème permet l'expression lyrique et matérialise la présence du poète dans son œuvre.

## Historique de la notion
Dans sa Rhétorique française, Antoine Fouquelin définit l'autocorrection ainsi : « correction est une répréhension et amendement de notre dire, laquelle a grâce comme les autres, quand ce qui avait été auparavant dit est subtilement et ingénieusement repris (...) ».

### Figures proches
- Figure mère : répétition
- Figures filles : aucune
- Paronymes : reprise, rétractation, palinodie
- Synonymes : anthorisme, rétractation, correction

### Débats
Les deux acceptions de correction et d'autocorrection sont parfois, dans les entrées de dictionnaire, en concurrence ; or la correction vise la reprise d'un propos sans mention du locuteur, par des indices énonciatifs, au contraire de l'autocorrection qui emploie toujours le pronom personnel de première personne.

## Domaines transverses
En pédagogie, l'autocorrection est une procédure d'auto contrôle de ses acquisitions par l'élève, au moyen de fiches.